# Estaimpuis
Estaimpuis (neerlandeză Steenput, valonă Timpu) este o comună francofonă din regiunea Valonia din Belgia. La 1 ianuarie 2008 avea o populație totală de 9.872 locuitori. 

## Geografie
Comuna actuală Estaimpuis a fost formată în urma unei reorganizări teritoriale în anul 1977, prin înglobarea într-o singură entitate a șapte comune învecinate. Suprafața totală a comunei este de 31,75 km². Comuna este subdivizată în secțiuni, ce corespund aproximativ cu fostele comune de dinainte de 1977. Acestea sunt:
| - I. Estaimpuis - II. Évregnies - III. Saint-Léger - IV. Estaimbourg - V. Leers-Nord - VI. Néchin - VII. Bailleul |

Localitățile limitrofe sunt:
| În Belgia: | În Franța:                               |
| - Comuna Mouscron: - a. Herseaux - b. Dottignies - Comuna Spiere-Helkijn: - c. Spiere - Comuna Pecq: - d. Warcoing - e. Pecq - f. Esquelmes - Comuna Tournai - g. Ramegnies-Chin - h. Templeuve | - i. Toufflers - j. Leers - k. Wattrelos |

1. ↑  Daniel Senesael, ce véritable phénomène des urnes (în franceză), Nord Éclair[*], 28 mai 2019